# Mihael Sever Vanečaj
Mihael Sever Vanečaj mađarski: Vanecsai Szever Mihály (Vaneča, o. 1699. – Čoba, 1750.) slovenski je evangelički svećenik iz mjesta Vaneča, u Prekmurju, Mađarska (danas Slovenija).
1742. godine izdao je prekomursku knjigu Réd zvelicsánsztvá (Skorašnje spasenje) u Njemačkoj.